# Pintuyan
Pintuyan ist eine philippinische Stadtgemeinde in der Provinz Southern Leyte. Sie hat 9826 Einwohner (Zensus 1. August 2015).

## Baranggays
Pintuyan ist politisch in 23 Baranggays unterteilt.
| - Badiang - Balongbalong - Buenavista - Bulawan - Canlawis - Catbawan - Caubang - Cogon - Dan-an - Lobo - Mainit - Manglit | - Nueva Estrella Norte - Nueva Estrella Sur - Poblacion Ibabao - Poblacion Ubos - Pociano D. Equipilag - Ponod - San Roque - Santa Cruz - Son-ok I - Son-ok II - Tautag |